# Pterothrissus gissu
Pterothrissus gissu is een straalvinnige vissensoort uit de familie van gratenvissen (Albulidae). De wetenschappelijke naam van de soort is voor het eerst geldig gepubliceerd in 1877 door Hilgendorf.